# Daniel Omielańczuk
Daniel Omielańczuk (Sokołów Podlaski, 31 de agosto de 1982) é um lutador de artes marciais mistas (MMA) polonês que está atualmente lutando no UFC, competindo na divisão peso-pesado. Lutador profissional desde 2009, Omielańczuk, anteriormente, competiu no KSW. Atualmente, ele é o 15º no ranking dos peso-pesados do UFC.

## Carreira no MMA

### Início da carreira
Omielańczuk fez sua estréia profissional em 2009, competindo principalmente em promoções regionais em todo o Leste da Europa, incluindo o KSW, onde ele compilou um cartel de 15-3 antes de assinar com o UFC, em maio de 2013.

### Ultimate Fighting Championship
Omielańczuk fez sua estréia na promoção contra o também recém-chegado Nandor Guelmino, em 21 de Setembro de 2013, no UFC 165.  Após dois rounds equilibrados, Omielańczuk ganhou a luta por nocaute no terceiro round.
Omielańczuk enfrentou Jared Rosholt, em 19 de abril de 2014, no UFC Fight Night 39. Rosholt derrotou Omielańczuk por decisão unânime.
Omielańczuk era esperado para enfrentar Soa Palelei, em 8 de Novembro de 2014, no UFC Fight Night 55.  No entanto, Omielańczuk foi forçado a retirar-se da luta por ter quebrado o polegar, e foi substituído por Walt Harris.
Omielańczuk enfrentou Anthony Hamilton, em 11 de abril de 2015, no UFC Fight Night: Gonzaga vs. Cro Cop 2. Omielańczuk perdeu a luta por decisão unânime.
Omielańczuk era esperado para enfrentar Konstantin Erokhin, em 18 de Julho de 2015, no UFC Fight Night 72.  No entanto, Erokhin retirou-se da luta no final de junho, citando uma lesão, e foi substituído pelo recém-chegado na organização, Chris de la Rocha. Ele ganhou a luta por nocaute técnico no primeiro round.
Omielańczuk enfrentou Jarjis Danho, em 27 de Fevereiro de 2016, no UFC Fight Night: Silva vs. Bisping. Ele ganhou a luta por decisão técnica majoritária, após Danho ser atingido com um golpe descuidado na virilha no terceiro round, que o impossibilitou de continuar.
Na próxima luta, Omielańczuk enfrentou Oleksiy Oliynyk, em 13 de Julho de 2016, no UFC Fight Night: McDonald vs. Lineker. Ele ganhou a luta por decisão majoritária.
Omielańczuk enfrentou Stefan Struve, em 8 de Outubro de 2016, no UFC 204. Sendo finalizado no segundo round.
Omielańczuk enfrentou Timothy Johnson, em 18 de Março de 2017, no UFC Fight Night: Manuwa vs. Anderson. Ele perdeu por decisão dividida.

## Cartel no MMA
| Cartel no MMA   |             |            |
| 29 lutas        | 19 vitórias | 8 derrotas |
| Por nocaute     | 3           | 0          |
| Por finalização | 9           | 1          |
| Por decisão     | 7           | 7          |
| Empates         | 1           | 1          |
| No contest      | 1           | 1          |

| Res.    | Cartel     | Oponente             | Método                                  | Evento                                  | Data       | Round | Tempo | Local                     | Notas                                                          |
| ------- | ---------- | -------------------- | --------------------------------------- | --------------------------------------- | ---------- | ----- | ----- | ------------------------- | -------------------------------------------------------------- |
| Derrota | 19–8–1 (1) | Curtis Blaydes       | Decisão (unânime)                       | UFC 213: Romero vs. Whittaker           | 08/07/2017 | 3     | 5:00  | Las Vegas, Nevada         |                                                                |
| Derrota | 19–7–1 (1) | Timothy Johnson      | Decisão (dividida)                      | UFC Fight Night: Manuwa vs. Anderson    | 18/03/2017 | 3     | 5:00  | Londres                   |                                                                |
| Derrota | 19–6–1 (1) | Stefan Struve        | Finalização (triângulo de mão)          | UFC 204: Bisping vs. Henderson II       | 08/10/2016 | 2     | 1:41  | Manchester                |                                                                |
| Vitória | 19–5–1 (1) | Oleksiy Oliynyk      | Decisão (majoritária)                   | UFC Fight Night: McDonald vs. Lineker   | 13/07/2016 | 3     | 5:00  | Sioux Falls, South Dakota |                                                                |
| Vitória | 18–5–1 (1) | Jarjis Danho         | Decisão técnica (majoritária)           | UFC Fight Night: Silva vs. Bisping      | 27/02/2016 | 3     | 1:31  | Londres                   | Um golpe na virilha impossibilitou Danho de continuar na luta. |
| Vitória | 17–5–1 (1) | Chris De La Rocha    | TKO (socos)                             | UFC Fight Night: Bisping vs. Leites     | 18/07/2015 | 1     | 0:48  | Glasgow                   |                                                                |
| Derrota | 16–5–1 (1) | Anthony Hamilton     | Decisão (unânime)                       | UFC Fight Night: Gonzaga vs. Cro Cop II | 11/04/2015 | 3     | 5:00  | Cracóvia                  |                                                                |
| Derrota | 16–4–1 (1) | Jared Rosholt        | Decisão (unânime)                       | UFC Fight Night: Nogueira vs. Nelson    | 11/04/2014 | 3     | 5:00  | Abu Dhabi                 |                                                                |
| Vitória | 16–3–1 (1) | Nandor Guelmino      | KO (socos)                              | UFC 165: Jones vs. Gustafsson           | 21/09/2013 | 3     | 3:18  | Toronto, Ontario          |                                                                |
| Vitória | 15–3–1 (1) | David Tkeshelashvili | Decisão (unânime)                       | ECSF 2                                  | 15/12/2012 | 3     | 5:00  | Naquichevão               |                                                                |
| Vitória | 14–3–1 (1) | Farrukh Mammadiev    | Finalização (estrangulamento norte/sul) | Warrior's Honor 2                       | 09/11/2012 | 1     | 0:00  | Kharkiv                   |                                                                |
| Vitória | 13–3–1 (1) | Tadas Miceika        | Finalização (kimura)                    | Warrior's Honor 2                       | 09/11/2012 | 1     | 0:00  | Kharkiv                   |                                                                |
| Vitória | 12–3–1 (1) | Julian Bogdanov      | Finalização (katagatame)                | ECSF: Kolomyia Cup                      | 13/10/2012 | 1     | 3:06  | Ivano-Frankivsk           |                                                                |
| Vitória | 11–3–1 (1) | Evgeniy Timanovskiy  | Finalização (mata-leão)                 | Warrior's Honor                         | 25/05/2012 | 2     | 1:54  | Kharkiv                   |                                                                |
| Vitória | 10–3–1 (1) | Yuri Gorbenko        | Finalização (americana)                 | Warrior's Honor                         | 25/05/2012 | 2     | 2:24  | Kharkiv                   |                                                                |
| Vitória | 9–3–1 (1)  | Ivan Bogdanov        | Finalização (americana)                 | ECSF 1                                  | 28/04/2012 | 1     | 0:17  | Kiev                      |                                                                |
| Vitória | 8–3–1 (1)  | Vladimir Abdulov     | Finalização (estrangulamento norte/sul) | IFC: Winner Punch 2                     | 24/03/2012 | 1     | 1:58  | Piła                      |                                                                |
| Vitória | 7–3–1 (1)  | Ivan Gayvanovich     | Finalização (kimura)                    | West Fight 3                            | 11/03/2012 | 1     | 1:54  | Ternopil                  |                                                                |
| Vitória | 6–3–1 (1)  | Dayman Lake          | Decisão (unânime)                       | Bushido Lithuania 47                    | 05/11/2011 | 3     | 5:00  | Londres                   |                                                                |
| Vitória | 5–3–1 (1)  | Jakub Beresinski     | KO (chute na cabeça)                    | ASP: Champions Night                    | 20/08/2011 | 1     | 2:29  | Koszalin                  |                                                                |
| Derrota | 4–3–1 (1)  | Michal Wlodarek      | Decisão (dividida)                      | VAC: Victory and Glory                  | 10/06/2011 | 2     | 5:00  | Siedlce                   |                                                                |
| Empate  | 4–2–1 (1)  | Dmitry Poberezhets   | Empate                                  | Fight on the East                       | 23/01/2011 | 3     | 3:00  | Rzeszów                   |                                                                |
| Vitória | 4–2 (1)    | Piotr Milinski       | Decisão (unânime)                       | IFC: Winner Punch                       | 19/11/2010 | 3     | 5:00  | Bydgoszcz                 |                                                                |
| Vitória | 3–2 (1)    | Patryk Gaca          | Decisão (unânime)                       | Fight Night Łobez                       | 23/10/2010 | 2     | 5:00  | Łobez                     |                                                                |
| Vitória | 2–2 (1)    | Blazej Wojcik        | Finalização (mata-leão)                 | Pro Fight 5                             | 18/06/2010 | 1     | 1:29  | Wrocław                   |                                                                |
| NC      | 1–2 (1)    | Michal Gutowski      | No Contest (chute ilegal)               | Iron Fist 2                             | 14/05/2010 | 2     | 2:46  | Szczecin                  |                                                                |
| Derrota | 1–2        | David Oliva          | Decisão (unânime)                       | KSW 12                                  | 11/12/2009 | 2     | 5:00  | Varsóvia                  |                                                                |
| Derrota | 1–1        | Konstantin Gluhov    | Decisão (majoritária)                   | KSW 12                                  | 11/12/2009 | 2     | 5:00  | Varsóvia                  |                                                                |
| Vitória | 1–0        | Karol Celinski       | Decisão (unânime)                       | FCK: Łobez                              | 17/10/2009 | 2     | 5:00  | Łobez                     |                                                                |